# James Hamilton, 1:e earl av Arran
James Hamilton, 2:e lord Hamilton och 1:e earl av Arran, född omkring 1477, död 1529, var en skotsk adelsman. Han var son till James Hamilton av Cadzow och Mary Stewart, grevinna av Arran samt far till James Hamilton, 2:e earl av Arran.
Arran var en av sin tids mest lysande riddare, men visade föga duglighet som befälhavare för en skotsk hjälpsändning till Frankrike under dess krig mot England 1513. Han tillhörde under Jakob V:s minderårighet förmyndarstyrelsen och rivaliserade tidtals häftigt om makten med änkedrottningen och hennes andre man, earlen av Angus samt med hertigen av Albany.